# Новый Токмак
Новый Токмак — деревня в Заинском районе Татарстана. Входит в состав Аксаринского сельского поселения.

## География
Находится в восточной части Татарстана на расстоянии приблизительно 10 км на север по прямой от железнодорожной станции города Заинск на автомобильной дороге Набережные Челны-Заинск.

## История
Основана в 1924 году. Относится к населенным пунктам с компактным расселением кряшен.

## Население
Постоянных жителей было: в 1926—133, в 1938—193, в 1949—138, в 1958 — 84, в 1970 — 43, в 1979 — 43, в 1989 — 15, в 2002 — 18 (татары 56 %, фактически кряшены, русские 44%), 18 в 2010.